# Santa Cruz do Xingu
Santa Cruz do Xingu est une municipalité brésilienne située dans l'État du Mato Grosso.